# Humedales de Soacha
El desarrollo de los humedales en la Sabana de Bogotá se ha constituido en el sistema de tierras húmedas más importante del norte de la cordillera de los Andes siendo este una importante reserva de fauna y flora para la ciudad de Soacha.
Debido a la expansión del perímetro urbano de Bogotá hacia el municipio y el cambio constante de la vocación de tierras (nativas a agropecuarias y estas a urbanizables), sumado a la contaminación de sus aguas, algunos se encuentran ya en franco deterioro, sumado a la débil autoridad del municipio en protegerlos por lo que su conservación a menudo es dirigido por la Corporación Autónoma Regional de Cundinamarca CAR, a excepción del humedal Tibanica, del cual es administrado por la Empresa de Acueducto de Bogotá dada a que por su extensión es repartido entre la localidad de Bosa y la Comuna 3 La Despensa. Actualmente hay un interés de parte de las comunidades aledañas a estos cuerpos de agua en su protección. En septiembre del 2020 se retoman trabajos para proteger humedal El Charquito en Soacha.

## Localización
Hoy en día se han definido entre los humedales más importantes de Soacha para su conservación:
- Humedal Tibanica, se encuentra ubicado entre la localidad de Bosa y Soacha. En el municipio, es vecino de los barrios Los Olívos, La María y Ciudad Verde), Tibanica se encuentra en la cuenca del río Bogotá, en la parte plana, específicamente en la subcuenca del río Tunjuelito (sur de la ciudad), la cual tiene a la quebrada Tibanica como su proveedor principal y es uno de los humedales más afectados y reducidos de la ciudad, tanto que en jurisdicción, apenas tiene una hectárea en su parte sur.

- Humedal de Neuta: Ubicada al occidente del casco urbano, en la Comuna 1 de Compartir, se encuentra rodeado por las ciudadelas Hogares Soacha y Parque Campestre y los barrios Bosques del Zapan, Ducales y Quintas de La Laguna.

- Humedal de Tierra Blanca: Situado en la misma comuna anterior hacia el occidente, se encuentra rodeado por los barrios Torrentes, Santa Ana, Villa Sofía y Ducales.

- Humedal de El Vínculo: situado en la misma comuna (al suroeste del casco urbano de Soacha), aledaña a la ciudadela Maiporé junto a la Autopista Sur, es la que sufre toda la presión de esta urbanización.
- Humedal de Cola Tierra Blanca: situado en la misma comuna, aledaña a Maiporé y al nuevo Portal El Vínculo, como antigua extensión del anterior

También se encuentran otras que a pesar de su importancia en el municipio, no están declaradas como sujetos de protección o se encuentran dentro de predios privados:
- Humedal La Muralla: situado en la vereda Canoas, aledaño a la Avenida Longitudinal de Occidente, en la orilla occidental del río Bogotá.

- Humedal El Cajón: situado en la vereda Canoas, en cercanías a la vía Soacha-La Mesa

- Humedal Chucuita, está ubicado al sur del Cerro de la Chucuita, el cual se halla ubicado dentro de los predios de la antigua hacienda Chucua Vargas junto al río Soacha, entre los barrios Ciudad Verde y Hogares Soacha. Su cercanía con ambas urbanizaciones y con el futuro cruce de las Avenidas Luis Carlos Galán, Ciudad de Cali y San Marón demandan su protección tanto ecológica como arquitectónica.

- Humedal El Charquito: situado a orillas del río Bogotá en la vereda El Charquito entre los cerros de Canoas y la Autopista Bogotá- Girardot en frontera con Sibaté

- Laguna-Represa de Terreros: Situado en la comuna 4 de Cazucá, entre el cerro homónimo al norte (barrio La Isla) y los cerros del Sur (frente a Ciudadela Sucre), construido en 1930 como presa agrícola, es uno de los más secos, contaminados e inseguros del municipio.
- Meandro de Tierra Blanca (Canoas-Indumil): Situado entre la comuna 1 de Compartir (barrio Tierra Blanca, al norte de la Avenida Indumil y la fábrica Indumil José María Cordova) y la vereda de Bosatama
- Meandro de Tequendama: Situado entre la Comuna 1 de Compartir y la Vereda el Charquito, aledaño al PTAR Canoas y los límites con Sibaté.

Por último, existieron dos humedales que ya se extinguieron por la presión agrícola y urbana.
- Humedales de Ricatama: estaban localizados al norte de Ciudad Verde en la vereda de Bosatama por el camino perimetral rural.

- Humedal Potrero Grande: antigua continuación del humedal Tibanica en el municipio de Soacha, que engloba la parte media de la Comuna 3 de La Despensa entre Ciudad Verde, Portal Haciendas y La María.